# Durchlauchtster Leopold

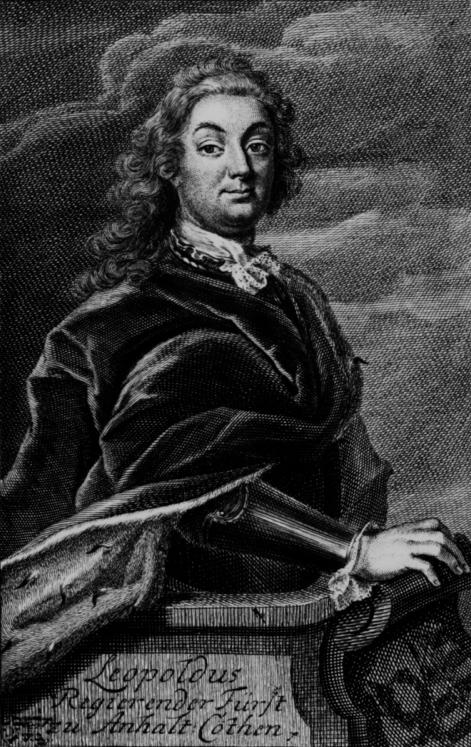
Leopold von Anhalt-Köthen

Durchlauchtster Leopold (BWV 173a) ist eine weltliche Kantate von Johann Sebastian Bach. Er komponierte sie in Köthen für den Geburtstag von Leopold von Anhalt-Köthen. Es ist nicht sicher, ob Bach die Kantate zu Beginn seiner Amtszeit 1717 aufführte oder erst 1722, im Entstehungsjahr der Partitur.

## Geschichte und Worte
Bach komponierte die Glückwunschkantate zum Geburtstag seines Dienstherrn, Fürst Leopold von Anhalt-Köthen, am 10. Dezember. Sie wird auch als Serenata bezeichnet. Das relativ einfache Werk ist möglicherweise in Eile bereits 1717 entstanden, als Bach zum Kapellmeister ernannt wurde, so Alfred Dürr. Die Partitur wurde später geschrieben, wahrscheinlich 1722, das ebenfalls als Kompositionsjahr in Frage kommt. Der unbekannte Dichter verfasste acht Sätze. Nur zwei von ihnen, 1 und 5, sind Rezitative, doch selbst sie weisen regelmäßige Versform auf und waren möglicherweise für Arien gedacht. Das erste Rezitativ enthält sogar ein da capo der ersten Zeile, der Anrede „Durchlauchtster Leopold“. Die zwei Vokalpartien waren vielleicht als allegorische Figuren gedacht, wie zum Beispiel in der Neujahrskantate Die Zeit, die Tag und Jahre macht, doch ist es im Text nicht angegeben.
1724 benutzte Bach sechs der acht Sätze für seine Kantate für den 2. Pfingsttag Erhöhtes Fleisch und Blut, und 1725 setzte er Satz 7 in seine Kantate für den 3. Pfingsttag Er rufet seinen Schafen mit Namen ein.

## Besetzung und Aufbau
Die Kantate ist besetzt mit zwei Solisten, Sopran und Bass, zwei flauti traversi, Fagott, zwei Violinen, Viola und Basso continuo, mit Violone und Cembalo. Der letzte Satz ist zwar als Chorus bezeichnet, wurde aber vermutlich auch von den beiden Solisten gesungen.
1. Recitativo (Sopran): Durchlauchtster Leopold
2. Aria (Sopran): Güldner Sonnen frohe Stunden
3. Aria (Bass): Leopolds Vortrefflichkeiten
4. Aria (Sopran, Bass): Unter seinem Purpursaum
5. Recitativo (Sopran, Bass): Durchlauchtigster, den Anhalt Vater nennt
6. Aria (Sopran): So schau dies holden Tages Licht
7. Aria (Bass): Dein Name gleich der Sonnen geh
8. Chorus (Sopran, Bass): Nimm auch, großer Fürst, uns auf

## Musik
Bach komponierte vielgestaltige Musik auf einen eher einförmigen Text. Das beginnende Rezitativ wird von den Streichern begleitet und führt zu einer virtuosen Koloratur auf die Wiederholung der ersten Zeile, die Leopold anspricht. Satz 2 erinnert an einen Tanz, zwei Flöten und Streicher spielen Triolen. Satz 3 ist ein kurzes Lob, bezeichnet vivace. Satz 4 ist ein Duett, überschrieben „Al tempo di minuetto“, das drei Strophen in sich steigernden Variationen behandelt: die erste Strophe ist für Bass und Streicher in G-Dur, die zweite für Sopran eine Quinte höher in D-Dur mit zusätzlichen Flöten, die letzte für beide Stimmen, erneut eine Quinte höher in A-Dur und in lebhafterer Bewegung. Der Aufbau dieses Duetts ist in Bachs Kantatenschaffen einzigartig, die Steigerung auf mehreren Ebenen drückt die Erhöhung des Herrschers aus. Satz 5 endet in einem Arioso. Satz 6 ist eine Bourrée, dominiert von der Flöte, die manchmal die Violinen verdoppelt, dann wieder schweigt. Satz 7 ist in großem Gegensatz für tiefe Stimme und tiefe Instrumente gesetzt, Fagott und Violoncello spielen unisono, während der continuo von Violone und Cembalo gebildet wird. Der letzte Satz zeigt Anklänge an eine Polonaise. Seine beiden Teile beginnen jeweils mit einem instrumentalen Concerto, das mit eingebauten Singstimmen wiederholt wird.

## Einspielungen
- Bach Made in Germany Vol. 4 – Cantatas V, Hans-Joachim Rotzsch, Thomanerchor, Gewandhausorchester, Regina Werner, Siegfried Lorenz, Eterna 1974
- J.S. Bach: Secular Cantatas, Bernard Labadie, Les Violons du Roy, Dorothea Röschmann, Kevin McMillan, Dorian Recordings 1994
- J.S. Bach: Secular Cantatas BWV 173a & 201, Gustav Leonhardt, Choir & Orchestra of the Age of Enlightenment, Monika Frimmer, David Wilson-Johnson, Philips 1995
- J.S. Bach: Complete Cantatas Vol. 9, Ton Koopman, Amsterdam Baroque Orchestra & Choir, Lisa Larsson, Klaus Mertens, Antoine Marchand 1998